# Ріолунато
Ріолунато (італ. Riolunato) — муніципалітет в Італії, у регіоні Емілія-Романья,  провінція Модена.
Ріолунато розташоване на відстані близько 300 км на північний захід від Рима, 65 км на південний захід від Болоньї, 55 км на південний захід від Модени.
Населення — 744 особи (2014).

## Демографія
Населення за роками:

Станом на 1 січня 2023 року в муніципалітеті офіційно проживало 39 іноземців з 8 країн, серед них 11 громадян країн Євросоюзу.

## Сусідні муніципалітети
- Фьюмальбо
- Фрассіноро
- Лама-Моконьо
- Монтекрето
- Палагано
- П'євепелаго
- Сестола